# ガンスリンガー ストラトス
『ガンスリンガー ストラトス』（GUNSLINGER STRATOS）は、2012年7月12日に日本のスクウェア・エニックスより稼働されたアーケードゲーム。通称『ガンスト』

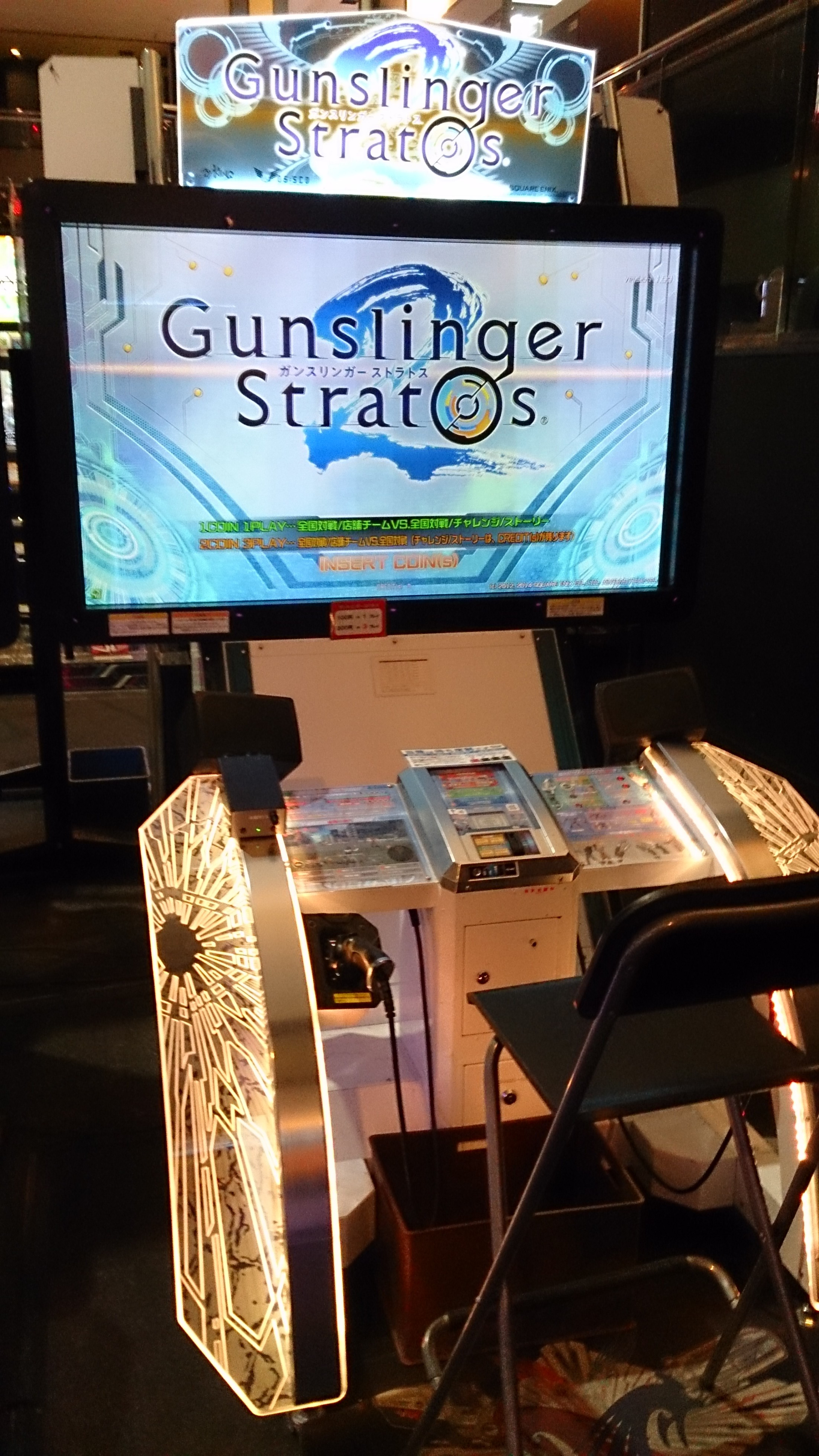
ガンスリンガーストラトス筐体

## 概要
オンラインによる4vs4の3D対戦アクションシューティングゲーム。合体可能な2つのガンコントローラー「ダブルガンデバイス」によるアクションが特徴。
NESiCA×Liveが提供するICカード「NESiCA」を利用することで、1枚につき1キャラクター分のプレイヤー情報（戦績・武器カスタマイズなど）を保存することができる。『ガンスリンガーストラトス2』からは、カード1枚で、追加キャラクターを含めたすべてのキャラクターのデータが保存可能となり、キャラクターを新たに使い始めるごとに「ランク振り分け戦」が行われていたが、Ver.1.08で廃止となり、現在はプレイヤーランクから初期ランクが設定される。
稼働日当日より、携帯電話/スマートフォン向けサービス「GUNSLINGER STRATOS.net」も開始。会員登録自体は無料で行うことができるが、キャラクターのカスタマイズなどをするには有料登録をする必要がある。（会員登録した月の月末までは無料でキャラクターのカスタマイズ、ウエポンパックの購入などが可能。）
2012年1月11日に行われたスクウェア･エニックス主催の特別内覧会にて初披露され、4月11日から4月22日にかけて東京と大阪の計3店舗でロケテストが行われた。このロケテストは”βテスト（βイベント）”と銘打たれ、ゲストを招いてのイベントや、正式稼動前大会なども併せて実施された。
開発はバイキングが行い、シリコンスタジオが開発した国産ゲームエンジン「OROCHI」の採用第一弾タイトルである。シナリオに海法紀光、森瀬繚、華南恋が参加している。
2013年1月には東京で、8月に大阪で大会ツアーが行われ、両大会合わせた賞金総額は1000万円というゲームにおける大会でもトップクラスの賞金が用意された。また、大阪大会終了直後に続編として『ガンスリンガー ストラトス2』を発表、2014年2月20日より稼働が開始された。
また、1のマイナーチェンジPC版「ガンスリンガー ストラトス リローデッド」の運用テストが2015年に行われた。リローデッドは、1と2の時代の間に起きた出来事を描く。
2016年5月12日より、シリーズ最新作『ガンスリンガー ストラトス3』の稼働が開始された。
2017年4月24日からは各キャラクターにキャラクタータイプを追加、リスポーン・覚醒の仕様変更、ウェポンパックの新規作成・削除を行ったバージョン「∑(シグマ)」が稼働開始。アトラクトムービーでは「3」の表記を反転させ、「もっと戦略的に」と打ち出している。
2018年8月19日に行われた6周年記念イベント「ストラトスパーティーⅥ」において、世界進出に向けて注力するため、9月実施予定のオンラインアップデートをもってメジャーアップデートの終了(充電期間に入るとのこと)が発表された。ネットワークサービス自体は継続されていたが、2021年4月1日を以てネットワークサービスを終了。。

### 筐体
60インチのプラズマディスプレイを採用した専用筐体を使用している。新型システム基板「Taito Type-X3」のパワーを生かし、フルHDかつ60FPS（可変フレームレート）のグラフィックを実現している。また、ヘッドホン端子が用意されており、プレイヤーが持ち込んだヘッドホンやイヤホンでゲーム音を聞きながらプレイができる。インカムにも対応しており、ローカル接続しているプレイヤー同士で会話することもできる。

#### ダブルガンデバイス
本作の最大の特徴である、2つのガンコントローラー。左手用の”レフトガンデバイス”と、右手用の”ライトガンデバイス”からなり、物理的に合体させることにより、3つの形態をとることができる。形態によってゲーム内でプレイヤーキャラクターが使用する銃器が変化し、最大で4種類の銃器を自在に使い分けることができる。これらのスタイルは武器の重量とキャラクターの搭載限界性能によってキャラクターの移動速度が低下する。ガンコントローラーを画面外に向けることで、ある程度移動速度低下を抑えることもできる。また、コントローラーを画面外から画面内に向け、一定時間の間に攻撃を当てることで「クイックドロー」となり攻撃力が増大する。
また、レフトガンデバイスには、プレイヤーキャラクターの移動に用いるレバーが、ライトガンデバイスには、ロックオン対象切り替えやカメラ操作に用いるレバーと、ジャンプや飛行に用いるジャンプボタンが用意されており、これらを親指で操作することで、プレイヤーキャラクターを自由に移動させて戦うことができる。
ダブルガンスタイル
左右のガンデバイスを合体させていない形態。それぞれ独立して照準を合わせて発砲することが可能であり、所謂二丁拳銃のようなプレイが可能。ハンドガンやマシンピストルなど、片手で扱える銃器が割り当てられている。キャラクターやウエポンパックによっては、左右に別々の種類の銃器が割り当てられていたり、片方にシールドなどの支援兵器が割り当てられている場合もある。
サイドスタイル
レフトガンデバイスの右側面に、ライトガンデバイスの左側面を合体させた形態。マシンガンやショットガンなど、両手持ちの軽火器が割り当てられている。サイドスタイルで武器を使用する際はライトガンデバイスのトリガーを用いる。一部の武器を使用する際には、レフトガンデバイスのトリガーに特殊な機能が割り当てられる場合がある（グレネードランチャーの任意起爆など）。
タンデムスタイル
レフトガンデバイスの上面に、ライトガンデバイスの下面を合体させた形態。アサルトライフルやスナイパーライフルなどの大型で射程の長い銃器や、ロケットランチャーやミサイルランチャーなどの重火器が割り当てられている。サイドスタイルと同様に、武器の使用にはライトガンデバイスのトリガーを用いる。一部の武器でレフトガンデバイスのトリガーに特殊機能が割り当てられる点も同様である（スナイパーライフルのズーム倍率変更など）。

## ゲーム内容
本作では、移動や攻撃をはじめとするすべての操作を2丁のガンデバイスで行う。またガンデバイスを横(サイドスタイル)や縦(タンデムスタイル) に合体させることで、操作キャラの使用武器が変化する。

### プレイの流れ
1. コインを投入する。その後、画面に向けて銃を持ち、トリガーを引く。
2. NESiCAを使用する場合は、カードリーダーにカードをかざす。間違って別のカードをかざしても、制限時間内であれば他のカードをかざすことも可能。使用しない場合は、画面にある「使用しない」ボタンを撃つ。
3. ゲームモードを選択する。
4. 新規のカードを使用する場合およびカードを使用しない場合は、キャラクターを選択する。
5. 各モードをプレー。
6. ゲーム終了後、自動的にゲームオーバー。カードを使用した場合はサーバーにデータが保存される。

### ゲームモード
全国対戦
ネットワークに接続して4vs4の対戦を行う。マッチングは、ランク、勝率を基準として自動的に組み合わされる。勝敗に関係なくクレジットに応じた戦闘をこなした後はゲームオーバー。なお、1戦目終了後再び別の人とマッチングする。一定時間経ってもマッチングが完了しなかった場合、CPU戦に移行するが、その間でもマッチングは行なっており、マッチングが完了次第対人戦に戻る。
不定期に「解放戦争」と呼ばれるイベントが行われる。対戦をすると、対戦したステージに「ステージポイント」が溜まっていき、相手勢力のステージポイントを超えていれば、そのステージの「占領」となる。対象ステージで多く占拠している勢力が勝利となる。イベント終了時の勝敗は今後のゲームコンテンツに左右される。
「１」での解放戦争
| イベント名     | 期間                                            | 次期リリース要素                                                                             | 備考                                                                           |
| -------------- | ----------------------------------------------- | -------------------------------------------------------------------------------------------- | ------------------------------------------------------------------------------ |
| 第壱次解放戦争 | 2012年10月9日 9:00から 2012年10月22日 22:00まで | フロンティアS：新キャラクター「ξ988」 第十七極東帝都管理区：新キャラクター「真加部主水」     | クレジット方法変更 100円1試合、200円3試合 クレジット方法はイベント終了後も継続 |
| 第弐次解放戦争 | 2013年2月4日 8:00から 2013年3月3日 22:00まで    | フロンティアS：新キャラクター「リューシャ」 第十七極東帝都管理区：新キャラクター「篠生茉莉」 | 2013年2月21日から終了まで ステージポイントが2倍                                |

「２」での解放戦争
| イベント名  | 期間                                         | 次期リリース要素                                                                               | 備考 |
| ----------- | -------------------------------------------- | ---------------------------------------------------------------------------------------------- | --- |
| 解放戦争1st | 2014年4月24日10:00から 2014年5月6日23:59まで | フロンティアS：新ステージ「東京／表参道」 第十七極東帝都管理区：新ステージ「兵庫／三宮」       | 勢力毎に各ステージの上位プレイヤーに称号配布あり。 |
| 解放戦争2nd | 2014年6月25日10:00から 2014年7月6日23:59まで | フロンティアS：新ステージ「東京／渋谷」 第十七極東帝都管理区：新ステージ「東京／表参道」       | 勢力毎に各ステージの上位プレイヤーに称号配布あり。 |
| 解放戦争3rd | 2014年8月25日10:00から 2014年9月7日23:59まで | フロンティアS：新ステージ「東京／渋谷」 第十七極東帝都管理区：新ステージ京都「東映太秦映画村」 | サーバー過負荷により2014年8月30日8:00で中止。 勢力毎に各ステージの上位プレイヤーに称号配布あり。 渋谷を9月9日に解放。 東映太秦映画村を9月30日に解放。 |

店舗チームVS全国対戦
全国対戦モードと同じ。こちらは店内の他のプレイヤーとチームを組む。店内で組めなかった場合、自動的に全国対戦となる。
こちらのマッチングは同一店内で組んだ場合、プレイヤーランクが一番上位の者を基準にマッチングが組まれる。
このモードによって店舗でチームを組んで出撃することは、機動戦士ガンダム 戦場の絆になぞらえて俗に「バースト」と呼ばれる。
個人ミッション戦
COM相手に指定されたミッションを行う。時間内に目標が達成できなかった場合、自軍の勢力ゲージが0になった場合は追加クレジットを投入することでコンティニューができる。
協力ミッション戦
個人ミッション戦ほぼと同じ。こちらは店内の他のプレイヤーとチームを組む。店内で組めなかった場合でも、協力ミッション戦となる（敵の強さも対人戦を想定しているため強めに設定されているので注意）。
全国対戦モードおよび店舗チームVS全国対戦モードでは、一定の条件で特殊マッチが発生することがある。
上位ランカーボーナスチャンス（Ver.1.60まで）
Ver1.30より、マッチングした8人のうち1人でもAランク以上のプレイヤーがいる場合、一定確率で上位ランカーボーナスチャンスが発生するようになった。自分のリザルトスコア、相手のランク等の要因にも依るが、通常の戦闘に比べて2倍のランクポイントが変動する。
また、8人全員がSランク以上の場合は一定確率でさらに多くのポイント（約4倍）が変動する、最上位ランカーボーナスチャンスが発生する。
各種ボーナスチャンスの発生条件は2013年3月1日のアップデートにより、「チーム構成（同店舗のメンバー数、全国対戦選択者数）が双方同じ場合」に限定された。具体的な例を示すと以下の通りとなる。
- Aチーム、Bチームともに4人バースト→発生可能性あり
- Aチームは2人バーストが2組、Bチームは4人バースト→発生しない
- Aチームは2人バーストが2組、Bチームは2人バースト+「全国対戦」が2人→発生しない
- Aチーム、Bチームともに4人全員が「全国対戦」選択→発生可能性あり

Ver1.61にて廃止され、後述のチャレンジマッチに変更となった。
チャレンジマッチ（Ver.1.61より）
Ver.1.61にて新たに実装されたマッチングシステム。対戦するチーム間で平均ランクに一定の差がついた場合、もしくはチーム構成が双方で異なる場合（前述のボーナスチャンス発生条件の逆）に計算上劣勢と判断された側にのみ、必ず発生する。
発生時には「チャレンジマッチ」の表記とともに倍率（例：「勝利時200%、敗北時50%」）がマッチング画面に表示され、劣勢側の加算／減算されるランクポイントはその倍率に依存するようになる。この倍率は内部計算によって試合毎に変動する。

### 基本ルール
両軍とも10000の勢力が与えられ、制限時間180秒以内（イベント設定等により可変）に敵の勢力を0にしたチームの勝利。制限時間以内に0にできなかった場合は残りの勢力に関係なく引き分け、両者敗北扱い。キャラクターには使用するウェポンパック（後述）によってコストが設定されており、HP（耐久値）が0になると自軍の勢力からそのキャラクターのコスト分がマイナスされる。その時点で勢力が0になったら負けだが、1でも残っていれば再出撃できる。他作品（特にガンガン以降の「ガンダムvsシリーズ」）とは異なり、再出撃の際はHPは完全な状態で復活できる（ガンガン以降の「ガンダムvs」シリーズでは、再出撃時のコストが残り勢力を上回る場合、上回った割合に応じて再出撃時のHPが減算される）。
ウェポンパック
このゲームにおいて、キャラクターの武装、耐久値はウェポンパック（WP）によって決定される。基本的に性能の良いWPほどコストが高く、撃破された場合の損失も大きい。ただし、格闘攻撃や、ジャンプや飛行などの移動に関してもWPによらずキャラごとに固定である（武器の重さによって移動が制限されることはある）。
また同一キャラクターのWPでも運用が全く異なるものもある（例えば、風澄徹のWPにはマシンガンを主体に中距離からの援護射撃を主体とする「レンジャー」系と、盾や近接戦に特化した装備で前線に出て戦う「アサルト」などがある）。これにより、事前に打ち合わせのできない「野良」での全国対戦でもNESiCAと携帯サイトを併用することである程度バランスの取れたチーム編成を組むことができる。
「∑」ではWPの見直しを実施し、全てのWPをアンロック状態に変更。公式モバイルサイトでの購入を撤廃している。(当時に購入したGPの補填は無し)
Ver1.21まではゲームモード選択の時点で使用するWPを選択していた（選択したらゲームオーバーまで変更不可能であった）が、Ver1.30以降はマッチング確定（味方メンバー、ステージの確定）ごとに各戦闘で選択するよう変更された。これにより、同時に実装された簡易チャットと合わせてプレイヤー間でのコスト、編成の調整をすることが容易となった。

## 作品設定
フロンティアS（フロンティア ストラトス）と第十七極東帝都管理区の2つの勢力がある。初期状態のコスチュームが違うのみで、どちらを選んでも使用出来るキャラクターやウェポンパックは同じ。なお両勢力は並行世界として設定されており、両勢力で同一人物が存在しているのは当該設定に基づく。

### ストーリー
西暦2115年、かつて日本と呼ばれていた国家の未来は２つに砕けていた。
強者のみが生き残る、熱き自由の無法世界「フロンティアS(ストラトス)」。安楽な暮らしと引き換えに、全ての自由を売り払った管理世界「第十七極東帝都管理区」。
100年前に起きた大災害から分岐した2つの平行世界が突如融合を開始。双方は世界の存続を賭けて巨大粒子加速器を使用したタイムリープ作戦「オペレーションストラトス」をもって互いを滅ぼす道を選択する。(初代ストーリー)
互いの未来を賭けた戦いによって2015年の防衛に成功したエージェントたちだったが、その戦いに呼応するように第三勢力「アノマリー」が様々な歴史の特異点に侵攻を開始。未来である2115年への逆侵攻も開始され作戦は継続を余儀なくされる。(２ストーリー)
エージェントたちの戦いが激化する中、両勢力はアノマリーの本拠地とも言える侵攻元時空を発見する。両勢力はオードナー姓を持つ３人のエージェントを加えアノマリー侵攻作戦を開始する。(３ストーリー)
フロンティアS（ストラトス）
日本の辿る未来の1つ。災害により全ての文明が滅び、ルールや秩序とは無縁の国家。弱肉強食を理念とするが、自由に満ちているとも言える。フロンティアS以外の国家は存続している（後述のアーロン・バロウズはアメリカ軍人という設定である）。
風景は現代風景の建物などが崩れ荒廃したものであり、力ある者の暴力を防ぐための自警団が形成されている。福祉面においてもそれ相応の力があるものと協力して担っている。
第十七極東帝都管理区
日本の辿るもう1つの未来。災害を経て膨らみすぎた国債により経済破綻を起こし、債務処理を多国籍企業・「メルキゼデク」に一任。企業私有地となり主権を完全に失った国家。一見平和だが、あらゆる思想、感情の自由も許されない。
市民には階級が付与され、それに応じた待遇が与えられる。同時に市民は政府に常に監視されており、メルキゼデクの意に反した者は相応の処罰が下る。
オペレーション・ストラトス
2つの並行世界が融合を始め、互いに滅亡の危機を迎えたために行われる「時空越境作戦」の総称。両方の世界は、分岐点である2015年に戦力を飛ばし、過去を改変することにより自分の世界のみを生き残らせようと画策する。今回は第二次であり、第一次ではタイムリープ適格者の存在が知られていなかったために多くの犠牲者を出した。
適格者
タイムリープに耐えうる要素を持つ者の総称。先天的に適格者としての要素を備えたものと、生体インプラントと呼ばれる技術により後天的に適格者としての要素を獲得した者に分かれる。本作で舞台を飛びまわれる能力もこの要素に由来する。
アノマリー
タイムリープ適格者としての素養を持った異形の生物。オペレーション・ストラトスの舞台となる2015年と分岐先の2つの世界を同時に侵略するが、その出自・経緯・理由は一切不明。各個体はインド神話の神の名を与えられている。

### プレイヤーキャラクター
風澄徹（かざすみ とおる）
声 - 阿部敦、西墻由香（8歳、TVアニメ版）
シリーズの主人公。責任感が強く人情家の青年。その反面慎重すぎるきらいがあり、悲観的な言動に陥ることもある。外観では目を惹くほどの長いマフラーが共通している。
主人公格として設定されているせいか、キャラ性能はどれをとっても平均的。装備は実弾連射系武器を中心に汎用性が高く、コストも低めに抑えられている。
キャラクタータイプはサポート。安定した性能でチームプレイを意識した立ち回りが学べるので初心者にも向いている。
主水の元で修行をしており、鏡磨や稜、アーロンは兄弟弟子の関係に当たる。
フロンティアSでは廃墟を生き抜く孤児で、同じような境遇の少年たちによる自警団「バスティアン」のリーダーをしており、孤児の世話も担っている。慎重な判断力と他人を安心させる包容力で仲間から頼りにされている。タイムリーパーの適格者と診断された事で、自分たちの時代を守るために時空越境作戦に志願する。
第十七極東帝都管理区では幹部養成学校「アルクトゥルス学園」の生徒。幼少時に両親を亡くしているが奨学金で学費を賄い、優秀な成績から学級委員を務めている。巧みな渡世術をもってクラスのリーダーの務めを果たしている。学園内で非公式に行われた適性検査によりタイムリーパーの適格者と判明し時空越境作戦に参加する。
両方共キャラ専用装備がなく扱いやすい反面、全弾当て切らないとダメージ不足に陥る場合があり、自身の実力が大きく反映される構成となっている。
片桐鏡華（かたぎり きょうか）
声 - 金元寿子
シリーズのヒロイン。煮え切らない徹に苛立ちながらも、一途に彼を慕う少女。好きな相手に対しては献身的だが、嫌いな相手には冷淡。（本人は合理的、と解釈しているらしい）。
レミーに懐かれており、彼女自身もレミーの世話をよくしている場面が見られる。兄である鏡磨とは家族としての情はあるものの徹の件において折り合いがつかない。
キャラクタータイプはサポート。３では当初初心者向けキャラの表記があったが、Ver.1.2のアップデートで初心者向けキャラ表記は削除された。
双方の鏡華は互いの世界の徹の事も慕っているため、両方の徹を手中に収めることができないかと時々考えるらしい。
フロンティアSでは暴力団「片桐組」組長の娘。しかし、家にはほとんど帰らず家出同然でバスティアンに入り浸っている。メンバー内での友好関係も良好で事実上バスティアンの一員だが、鏡磨を刺激しないためか鏡華は正式なメンバーに加えていない。タイムリーパーの適格者と診断され、徹一人を危険な目に遭わせたくないと時空越境作戦に志願する。
第十七極東帝都管理区ではメルキゼデク重役を務める片桐家の令嬢。学級委員補佐を自称し、生徒間の派閥争いに巻き込まれがちな徹を片桐家の威光をもって徹を陰日向からサポートしている(ちなみに学級委員補佐をいう役職は存在しない)タイムリーパーの適格者と診断され、「学級委員補佐の役目」を主張し時空越境作戦に志願する。
専用装備は鏡華の代名詞とも言える豊富な回復装備。全てのWPに何かしらのシールド装備を持っているが、味方を回復させる際に回復量の一部のダメージを負うため耐久値やコスト管理が重要となる。
片桐鏡磨（かたぎり きょうま）
声 - 西田雅一
鏡華の兄。プライドと自己顕示欲が高く、徹の実力を内心で認めつつも彼をライバル視して対立する。妹を溺愛しているが、当人には通じていない模様。
徹同様の万能キャラクターだが、こちらは徹よりも高めの単発火力と格闘性能を活かした近距離戦を得意とする。その代わり機動力は低め。
キャラクタータイプはパワーとサポート。自分の耐久値が減った状態の格闘攻撃力上昇補正が他キャラクターより高めに設定されている。
しづねについて普段はその熱心すぎる忠誠心に辟易することもあるが、彼自身最も信頼を寄せている人物でもある。しづねに撃破されると、彼女の鍛錬の結果を激励する趣旨の専用セリフが存在する。
フロンティアSでは暴力団「片桐組」の御曹司。「バニシング」というチームを結成し、打倒バスティアンを目指しているが、妹の鏡華の暗躍により上手くいっていない様子。オードナー博士のラボにしづねと共に潜入。自分自身の適性検査をするよう直談判をし、後から割り込む形で時空越境作戦に参加する。
第十七極東帝都管理区では名家片桐家の御曹司にしてアルクトゥルス学園の生徒会長を務めている。徹の失脚を画策するも、やはり妹の鏡華に邪魔をされている。多くの権力者が集うパーティにてオードナー博士に接触する機会を作り自分の適性検査をするよう密談を交わし時空越境作戦に志願する。
現行の専用装備として特徴的なものはヘビーマグナム。装填数こそ少ないものの高火力を叩き出すためこれをいかに命中させるかが重要になる場合もある。
竜胆しづね（りんどう しづね）
声 - 植田佳奈
暗殺者一族の末裔で、鏡磨のボディーガード兼メイドを務める。想いを寄せる鏡磨には従順だが、彼の敵や彼に近づく女性、彼が興味を示した女性に対しては冷酷非情。
鏡華もそうであるが、鏡磨の妹ということで多少加減はしている。暗殺者という家柄からか、差ながら暗器持ちのような、手の内が見えない大柄幅広の袖口の着いた衣装を着こむ。
キャラクタータイプはスピードとサポート。過去バージョンでは袖口の広い服装の影響からか、横方向に当たり判定が広く上級者向けだったが３で判定が改善され小回りが利くようになった。
一族を裏切ったオルガ、敬愛する鏡磨と同じ血を引きながら奔放に過ごす鏡華を憎んでおり、双方のしづねは互いの世界のオルガと鏡華を殺す事を画策、一応の休戦状態を保っている。
フロンティアSでは片桐組きっての凄腕ヒットマンとして雇われているが、普段は鏡磨の付き人を務めている。鏡磨が執着する鏡華に激しく嫉妬しているが、表立って歯向かうわけにもいかず「徹が鏡華をものにして鏡磨を観念させてくれないか」と、回りくどい陰謀を画策している。
第十七極東帝都管理区では片桐家の繁栄を影から支えてきた竜胆家の娘。家業である片桐家への奉公を引き継ぎ、鏡磨の身の回りの世話を受け持っている。学園内でも生徒会書記として鏡磨を支えている。タイムリーパーの適格者と診断され、学園生徒会長である鏡磨が作戦に志願したことを受け、生徒会書記の職務の一部として鏡磨に同伴する。
専用装備は高速で剣を射出するアサシンソード。シールド破壊に優れているため積極的に狙っていきたい。ただし耐久値は低めなので返り討ちに遭う場合もあるため、味方とのコスト調整も重要である。
レミー・オードナー
声 - 沢城みゆき
超能力を持つ少年。自らの能力で両親を死なせて以来ブライアン博士に引き取られるが、博士からの度重なる人体実験により短気で残忍な性格に変貌した。
優しく接してくれる鏡華に想いを寄せており、３のティザートレーラーでは彼女によって心境の変化が露わになるかのような描写が描かれている。
キャラクタータイプはサポート。中遠距離からの高火力を用いた援護射撃が強力。敵の足止めや広範囲爆撃までバラエティに富んだ武装が特徴的。
３では血のつながりこそ無いものの兄弟が増えているが、彼自身は「妹がほしい」と思っている。（マッチング中に見られるTips参照。なお実験が正常に成功していた場合、実験体07号がその立ち位置となる）
フロンティアSでは隠遁した養父であるブライアン博士に連れられて廃墟での生活を余儀なくされている。「おおっぴらに超能力を使わない」事を条件に自由を与えられており、素性を隠して潜り込んだバスティアンで鏡華に懐いている。初代と２の間において学校に通う話が出たがアノマリー侵攻が激化した為頓挫している。
第十七極東帝都管理区では基礎教養を身につけるために飛び級扱いでアルクトゥルス学園に入学。ひょんなことから上級生の鏡華と出会い、思いを寄せるようになる。飛び級ではあるが年齢不相応に知能が発達しており成績は優秀。年上に当たる同級生の事を見下している節がある。
超能力により重量が重い高火力の武器を容易に扱える上、小柄な体型から当たり判定が小さく機動力も高い。ただし耐久値が低く、ジャンプ時の落下速度が他キャラクターより緩やかに設定されている。
アーロン・バロウズ
声 - 子安武人
質実剛健を旨とする職業軍人。洒脱な口調とは裏腹の実直さから人望も厚いが、融通が利かない頑固者という一面も併せ持つ。第一次オペレーション・ストラトスの数少ない生き残り。
バラエティ豊かな装備によってあらゆる状況で活躍が見込める万能キャラクター。同じくスタンダードキャラの徹と比較するとビーム兵器や特殊な武装を持てる半面、体格が大きいため当たり判定が大きいという弱点もある。
キャラクタータイプはパワー。一部格闘技に「発生時構えていたスタイルの武器の弾数をリロードする」効果を持つ。これにより戦闘開始直後から弾数の補充が始まる一部の武器を即座に使用可能。
かつての現場にて自爆テロの巻き添えを食らった子どもたちを救えなかった事を悔み、護るための強さを求めて主水の元で修行をした時期がある。
フロンティアSではアメリカ軍特殊部隊所属の少佐。アメリカ軍主導のもと行われた第一次時空越境作戦の実行部隊隊長を勤めた人物。タイムリープを可能にする生体インプラント装備の適合資格があり、アーロンのみが試験的に最新鋭装備を支給されていた。適格者の存在が知らされていなかった第一次作戦において多大な犠牲を払って過去に到達する。
第十七極東帝都管理区ではメルキゼデクの私設軍隊に雇用された傭兵。第一次時空越境作戦の実働隊長に任命される。こちらでも適格者の存在が公にされておらず部隊はアーロンを除いて全滅。手塩にかけて育てた部下を全滅させられた事で、メルキゼデクに対して強い憎悪と不信感を抱えている。
現在の専用装備は敵を拘束するビームロッドガン。格闘を絡めたりそのまま放置することで戦況を有利にすることができる。その場の状況に応じて柔軟な動きが求められるキャラでもある。
オルガ・ジェンテイン
声 - 大原さやか
非合法活動に従事するフリーの工作員。狙撃と爆発物の扱いに長けており、雇われのテロリストとして破壊工作を行っている。本名は竜胆オリカで、竜胆しづねの実姉。一族の掟を破り出奔した裏切り者でもある。
ほとんどの装備構成に長距離のスナイパーライフルを持ち狙撃を得意とする一方、近距離戦や格闘攻撃は苦手。
キャラクタータイプはスナイプ。彼女のみヘッドショットに成功すると敵のダメージエフェクトにバラの花びらが渦巻くエフェクトが付く。
自身へのカウンターテロ作戦を遂行中だったリューシャたちを出し抜き報復。リューシャの足が義足になった原因が自分にあることを分かっていながら義足の具合を聞くなど、加虐趣味の感じ取れる台詞が多い。
フロンティアSではレミーの超能力を欲した中東のスパイ組織に彼の誘拐を依頼されており、ジャーナリストを装って接近。しかしレミーは過去に逃亡してしまう。その後時空越境の適格者に診断されたため、過去へレミーを追跡し誘拐の任務を遂行しようと暗躍している。
第十七極東帝都管理区ではメルキゼデクのライバル企業ニムロッドにレミーの誘拐を依頼され、新任教師という偽の肩書でアルクトゥルス学園に潜入。レミーに接近しようとするも、ξ988から妨害を受けレミーを取り逃がしてしまう。その後タイムリーパー適格者である事が発覚し、作戦を変更して過去へと向かう。
専用装備はスナイパーライフルと上空に設置されるターレットライフル。ただしターレットライフルは現行の環境では扱いが難しく使用率は著しく低い。
草陰稜（くさかげ りょう）
声 - 保志総一朗
容姿端麗な少年だが自らの中性的な外見にコンプレックスを抱いた結果、「顔が隠せる」という理由で忍者に傾倒してしまった。
ゲーム中でも忍者よろしく各種のトリッキーな装備を用いて前線をかく乱し、側面から味方を支援する。
キャラクタータイプはスピード。自分の姿をある程度隠せるステルス装置を持っており、相手の狙いを逸らすことが可能。但し耐久値が低めで、運用を間違うとあっという間に撃破されてしまうので注意が必要。
カスタム衣装にて最初に水着衣装が実装されたキャラクターでもある。(上にジャージを着用しており競泳選手のような出で立ち。仕様上他のアクセサリーの装備が出来ない旨が掲載画像に表記されていた)
フロンティアSでは弱い自分を変えたい、と真加部主水の元に弟子入りをしている。適合者だった主水に付き従う形で作戦に参加。
第十七極東帝都管理区では弱気な自分を変えたい、と主水の元に弟子入り。フロンティアS同様に適合者の主水に付き従って作戦に参加している。
手裏剣のようにダウン性能が低く連射可能なディスクマシンガン、敵を一定時間拘束するボーラランチャーといった忍者を連想させる装備を多数用意している。拘束力の高さから格闘攻撃も視野に入る。
羅漢堂旭（らかんどう あきら）
声 - 小山力也
古来の由緒正しい愚連隊文化を継承する番長然とした男。舎弟が道端の喧嘩でアーロン・バロウズに敗れたことから、彼を一方的に追いまわしている。
重火器をもって敵を粉砕する豪快な戦法を得意とする反面、高コストと隙の大きさから繊細なプレイが求められる上級者向けキャラクター。
キャラクタータイプはパワー。体格の割に移動中の最終速度は全キャラ中最速。しかしダッシュ開始時は全キャラ中最遅と極端な性能が目立つ。
公式モバイルサイト内のEXエピソードなどでは「先天的なタイムリープ適格者でもなければ、生体インプラント装備の移植も受けていない」と示唆されており、本人曰く「気合」でタイムリープを行っているらしい。
フロンティアSでは廃墟の街を割拠する「大蛮道一家」のリーダー。古来のバンカラスタイルを継承した姿は他のチームからも一目置かれている。部下がアーロンに喧嘩を売ったが返り討ちにされ、その報復の為にアーロンを過去まで追跡。第一次作戦において死亡する未来があったアーロンを救い、図らずも世界の窮地を救っている。
第十七極東帝都管理区では街の荒くれ者集団「大蛮道一家」のリーダー。本来なら不穏分子として保安局に排除される存在だが、伝統芸能であるバンカラ文化の継承者として保護の対象として放置されている。「カタギ(一般人)に手は出さない」を不文律としており、治安の行き届いた経済特区では極めて無害な存在。
体格の都合上当たり判定がかなり大きいため、一方的に打ち負かされる場合もある。適切な位置取りと状況管理が求められるため慣れるまでには相応の時間を要する。
ジョナサン・サイズモア
声 - 小林由美子
自作のバトルスーツ「パンタグリュエル（通称：パグ）」を駆る天才少年。怪我した足を補うために杖と動力サポーターを自作したことから発明に目覚めた。
高火力・高機動・高耐久と3拍子揃ったパワーキャラ。しかし、巨体ゆえの当たり判定の大きさから敵が攻撃を狙いやすくなってしまい、高火力の単発式装備が弱点となる。
キャラクタータイプはパワー。所謂パワーアーマーを持っており、本来なら一発当たるだけで効果を発揮する拘束系装備も、何発か当てないと効果が発揮されないようになっている。
公式モバイルサイト内EXエピソードでは、パンタグリュエルをタイムリープ出来るかが不明確だったため、各種装備の整備士として後方支援に回っていた事が語られている。
フロンティアSでは、銃器のメンテナンスやエンジニアの仕事を請け負うフリーランス。過去の日本の技術ともう一つの地球に興味を持っている。
第十七極東帝都管理区では将来を有望され、アルクトゥルス学園の機械科に在学。本人は悪気はないのだが、よくメカなどを暴走させてしまっているらしい。
現在は専用装備ではなくなったものの敵に巨大な棘付き鉄球を当てる鉄球ハンマーガンが特徴。パワーアーマー・高耐久と多少の無理は効くが管理ができないと格好の的になってしまう。
ξ988（クシー-）
声 - 藤田咲
Ver.1.21より追加。
ブライアン博士が制作した戦闘アンドロイド（ガイノイド）。人工知能により、コンピューターの演算力と人間の直感と判断力を持つ。その副産物として感情を会得するも、博士からバグと見なされ失敗作とされている。
名前はレミーが命名したもの。プロジェクト名となっていたクシーと、起動実験にて失敗を繰り返した際のヒトニュートラルの最高数値であった98.8％に由来する。
キャラクタータイプはサポート。ほぼ全ての武器構成のサブ装備に専用装備となる「クシーバルカン」、「クシーグレネード」が実装されている。
元々の時空越境作戦は量産されたクシー型アンドロイドを大量にタイムリープさせる内容だったことが、公式モバイルサイトEXエピソードにて明かされている。
フロンティアSでは外出時におけるレミーの従者兼お目付け役として行動を共にしている。短気で粗暴な性格のレミーが外で問題を起こさないのは彼女の監督によるところが大きい。レミーが彼女を「ブリキ人形」と罵倒したところ本気で大泣きしたため、それが苦手なレミーはクシーの言いつけを比較的ちゃんと聞いている。
第十七極東帝都管理区ではレミーが「備品」と称して学園内に持ち込んだ給仕ロボット。しかし実際はレミーの素行の監督と監視が目的。ロボットとはいえ人格形成がしっかりしており、好感の持てる人格からか学園祭のミスコンにノミネートされる程の人気者でもある。
ホーミングレーザーなどの追尾性能が高い武器や連射性に優れた武器を持つため、様々な距離で闘うことができる。攻撃を当てやすい装備が多いため初心者向きのキャラクター。
真加部 主水（まかべ もんど）
声 - 秋元羊介
Ver.1.30より追加。
古流武術・真加部流師範である初老の達人。長野県の山奥に住んでいたため各陣営の時代背景分岐の影響をあまり受けていない。
古武術の師範という設定から格闘に重きを置いた戦闘スタイルが特徴。敵からは破壊不可能なシールドをまとった状態での格闘攻撃も一部備えている。
キャラクタータイプはパワー。強烈な格闘性能を持つ反面、防衛に長けたキャラクターと相対した際の選択肢が少なく、総合的な技術が求められる中級者以上向けのキャラクター。
アーロン、鏡磨、稜、徹とは師匠と弟子の関係。また数多くのキャラクターから生ける伝説と認識されている。
フロンティアS・第十七極東帝都管理区双方において、日本の抱えた問題に影響を受けず山奥でごく少数の弟子を取り自給自足の生活を送っている。
かつて竜胆家とも関わりがあったらしく、オルガ・しづねのことを気にかけている節があるが「自分が首を突っ込んで良い問題ではない」として静観しているようである。また、フロンティアSでは封印処理に失敗した実験体07号の殺害をブライアン博士より依頼された。(彼自身が深手を負ったこと、そして凛の介入により失敗している)
敵にいかにして近づくかが重要となるため、足止めなど格闘攻撃を確実に成功させる下準備が必須となる。見た目の割には繊細な立ち回りが要求される。
リューシャ
声 - 早見沙織
Ver.1.43より追加。
本名は「リュドミラ・ニコラエヴナ・イグナートワ（Людмила Николаевна Игнатова / Lyudmíla Nikoláyevna Ignátova）」。ロシア生まれの電子戦・プロファイリングの天才である若き女性。
オルガ・ジェンテインの行った爆破テロに巻き込まれ両足を失い、サイボーグ義足を装着している。自身が作った渡り鳥の観測用システム「アジュダヤ」をオルガを見つけるためだけに兵器転用させた過去を持つ。
キャラクタータイプはスナイプとサポート。上空からの俯瞰視点にて攻撃や支援を行う専用装備である各種衛星兵器(迫撃砲、レーザー砲、耐久値回復・弾薬補給兵器)が最大の特徴。
竜胆しづねとは忌むべき対象が同じ（オルガ・ジェンテインのこと）なため気が合うらしい。また鏡華とは作戦の牽引役としての考え方に違いがありウマが合わない。
フロンティアSではカウンターテロを主に扱う民間軍事会社のオペレーターだったが、オルガの爆破テロに巻き込まれ両足を切断。オルガが本来の目的であるレミー誘拐のため過去へタイムリープした事を突き止め、時空越境作戦に志願する。事故と見せかけてオルガを殺害しようと画策するが、根が常識人のためオルガに弄ばれている。
第十七極東帝都管理区ではメルキゼデクの一級公認捜査官としてオルガを追跡。こちらのデフォルト衣装はアルクトゥルス学園の制服だが、厳密には学園の生徒ではない。司からは時空越境作戦に合流した当初、そのうちねじ曲がった正義感を振り回す復讐鬼になっても不思議ではないのではないか、と思われていた。
衛星兵器使用中はカメラが上空からの俯瞰視点に切り替わるため無防備な状態を晒すことになる。安全に立ち止まれる場所等の位置取り・場所作りが必要なため自衛能力が重要となる。
篠生 茉莉（しのう まつりか）
声 - 伊瀬茉莉也
Ver.1.45より追加。
メカニックの家系に生まれた秀才の少女。廃棄されていたパワードスーツを自ら改造し「フレイヤ」という名前をつけている。勝ち気で男勝りな性格だがお嬢様に憧れており、口調にも気を使っている。
幼少期を共に過ごしたジョナサンがパンタグリュエルを作成したことでプライドを刺激され、一方的にライバル宣言をしている。
キャラクタータイプはスピードとサポート。WPはフレイヤの装備パーツ扱いのため、ジョナサンのパンタグリュエル同様重量級の武器を難なく扱えるのがポイント。
ジョナサンと出会ったころは今のようなお嬢様っぽさはなく、ジョナサンに対して「マツリ」と名乗っている。ジョナサンは「マツリ」と「茉莉」が同一人物とは気付いておらず幼少期の出来事もよく覚えていないらしい。
フロンティアSでは荒廃世界を生き抜くエンジニア一族の生まれ。裏ルートを駆使し様々な兵器を入手し修理・改造を施している。エンジニアとは言ったものの肉体労働が多く、荒っぽく男らしい環境に身を置いている。廃棄された国連のパワードスーツのプロトタイプを入手し、フレイヤに改造した。
第十七極東帝都管理区では技術職の家系の出身。廃棄されたパワードスーツの開発プランを入手しフレイヤを作成している。
フットワークの軽さを活かした格闘攻撃もダメージソースとして優秀。やや癖はあるものの習得できれば戦場を縦横無尽に駆け巡ることができる。
シュリニヴァーサ・セン
声 - 大川透
Ver.1.60より追加。
インド人全盲の青年音楽家だが、音に対する優れた共感覚により周囲の景色を見通す能力を持つ。これに加え特殊機器を用いることで、常人を超えた三次元的認知能力を発揮する。
公式モバイルサイトのEXエピソードでは前述の特殊機器にリューシャが作成した「アジュダヤ」の技術が一部転用されたことが語られている。
キャラクタータイプはスナイプとスピード。建物等の遮蔽物を貫通し攻撃する専用装備「貫通式レーザー砲」を持ち、煙幕などによる妨害攻撃にも長けたキャラクター。
ゲーム中ではリューシャ同様省略されるが、フルネームはシュリニヴァーサ・シンハ・セン。シンハとはサンスクリット語で獅子を意味する言葉である。
フロンティアSでは世界を旅する吟遊詩人。アフリカにて世界の衝突を感じ取り、その中心を求めてフロンティアSへ渡航。そこで時空越境作戦の存在を知り、適正を持っていたため作戦に参加する。
第十七極東帝都管理区では世界的な音楽家。管理区側の世界では多くの視覚障害の治療が可能だが、経済的理由から治療を受けられずに育っている。現在は治療を受けられる程の暮らしを送っているが治療による音感への影響を懸念して治療を拒否。演奏公演中に世界の衝突を感じ取り、単身極東へと旅立つことを決意する。
WPによって立ち位置が大きく変わるキャラクターの一人。幸い移動性能は癖がなく扱いやすいので、マッチング次第で柔軟な戦法を取ることができる。

### 2の追加キャラクター
リカルド・マルティーニ
声 - 諏訪部順一
イタリア系移民の血を引くギャンブラー。かつてスラムでギャンブルや喧嘩ばかりしていたが、その強さをアーロンに見込まれ軍に入隊。自称「夜の撃墜王」だが、本気で惚れた相手には弱い。
事あるごとに女性を口説くが、リューシャに惚れ込んでおり彼女の前でだけはしどろもどろになってしまう純情な一面も持っている。
キャラクタータイプはスピード。高い格闘性能と接近戦を得意とする間合いを保つことができる装備を取りそろえているが、総合的に耐久力が低いのがネック。一瞬の判断ミスが命取りになりかねないハイリスクハイリターンな性能。
ピーキーな性能も去ることながら、元々WPのコストが抑えられている徹を上回る低コストWP(ゲーム中当時の最低コストだった1,000コスト)を所持していた時期があり、様々な面で所謂ネタキャラ扱いされる傾向が強い。
フロンティアSではアメリカ軍特殊部隊所属の中尉。アーロンの後輩に当たる。時空越境作戦の存在を知り、世界の命運という大きなギャンブルに参加したくて自ら志願している。世界の命運を賭けた戦いをギャンブルと表現し胸をときめかせている。
第十七極東帝都管理区ではメルキゼデクの私設軍隊に雇用された傭兵。アーロンの後輩に当たる。アーロン同様メルキゼデクに僅かな不信感を抱いている。
専用装備は広範囲でダメージを無効化するアドバンスシールド。だがシールドを持つ「インファイター」系統は格闘によるダメージを中心にしている構成もあり、元々の脆さも相まってリスキーな立ち回りを要求される場面が多い。
蘇芳 司（すおう つかさ）
声 - 立花慎之介
若くして特殊部隊の隊長となった青年。病弱な妹を亡くした過去を持ち、力の無い者が生きられないという世界は間違っている、と強く思っている。
責任感と正義感が強く、自分の力と才能は弱者を救うためにある、と自負している。女性の気持ちを察するのが苦手で、男性よりやや冷たい態度になってしまう。
キャラクタータイプはパワー。覚醒ゲージが溜まりやすい特性を持つ専用装備(武器名にトランス～と付く装備)を持ち、覚醒による瞬間火力を主軸に据えている。その他の性能はシンプルで扱いやすく初心者向け。
趣味は盆栽と年齢の割に落ち着いたものを好んでいる。そのままにしておくと咲良がうさぎの形に切り揃えてしまうそうで、九美に面倒を見てもらう事があるらしい。
フロンティアSでは治安維持組織「アウローラ」の隊長。その出自は徹同様ストリートチルドレンで劣悪な環境から妹を病気で亡くしている。この出来事から弱者を守るためには秩序が必要だと考えている。若い世代から絶大な支持を得ており、フロンティアSを変える存在と目されている。
第十七極東帝都管理区ではメルキゼデク特殊部隊「AUMAD」の隊長。アルクトゥルス学園を飛び級で卒業した秀才。しかし一般家庭の出身だったため妹が管理区における序列制度により適切な治療が受けられず亡くなっている。この出来事から、出世をし内部から腐敗した世界を変えると心に決めている。
司のみジャンプした後宙返りをするモーションが入るため慣れるのに多少の時間を要する。また特に表立った効果こそ無いものの常に青白いオーラのようなエフェクトをまとっているため若干敵に見つかりやすい弱点を持つ。
綾小路 咲良（あやのこうじ さくら）
声 - 北原知奈
育ちのいいお嬢様。苦労なく育ち、軍に入る必要など全くないのだが、友人たちが不平等な人生を強いられていることに怒り、家を飛び出して軍に入隊した。後から入隊した蘇芳司の理念に共感し、彼を強く信奉している。
華奢な体に似合わないバズーカをもっており、それを選んだのは、足手まといになるのが嫌で、どうせなら自分が持てる武器で一番大きいものを使って司の役に立とうと考えたから。ちなみに、そのバズーカは飛行する際に使われている。
キャラクタータイプはスナイプとサポート。実家から家出した際腕力を増強させるブレスレットを持ち出しており、この効果で並の男性キャラ以上の高重量武器も扱える。
ストリートファイターシリーズとのコラボレーション企画では、同名の春日野さくらとの描き下ろしイラストを使ったNESiCAカードが限定発売された。
フロンティアSでは名家綾小路家の令嬢。数少ない学校にも通い不自由のない生活をしていたが、外出の折友人となった同年代の少女たちが自分とはかけ離れた生活を送っている事を知り、廃墟の生活を向上させるべく親の反対を押し切って「アウローラ」へ入隊する。
第十七極東帝都管理区ではメルキゼデク重役の娘。約束された将来を持っていたものの、友人たちが序列制度によって不自由した生活を送っていたり夢を諦めている現実を目の当たりにし、安穏とした生活を送っている自分に疑問を覚える。自分に出来ることをしたいと考え、親の反対を押し切り私設軍入隊を果たす。
前述の設定から足回りや武装面で非常に有利に見えるが、どの編成でも「味方が何をしているか」を他のキャラ以上に重視した立ち回りを要求される上級者向けキャラクター。
天堂寺 セイラ（てんどうじ せいら）
声 - 日笠陽子
アメリカ系の母を持つハーフであり、金髪碧眼であるが、れっきとした日本人。面倒見がよく姉御肌。男女ともに分け隔てなく接するが恋愛関係に発展することがあまりない純情な性格をしている。
自分の持つ美貌や色気にも無頓着。司はかつて所属していた部隊の上司と部下の間柄である。
キャラクタータイプはスピード。ダッシュ速度と瞬発力を活かしたスピードキャラ。武装も扱いやすく、比較的初心者向けのキャラと言える。『3』より独自アクションの壁蹴りが実装された。
強い正義感と面倒見の良さから彼女に拘束された犯罪者の更生率が高い。彼らが獄中や更生後の生活模様、そして感謝の言葉をしたためた手紙を宝物にして大切に保管している。(公式モバイルサイトEXエピソード参照)
フロンティアSでは軍人の両親を持ち、軍のキャンプにて銃火器の扱いやサバイバル技術を仕込まれている。各地の射撃場の記録を手当たり次第に更新し、ライフル競技にて好成績を収めた経歴を買われ「アウローラ」から入隊のスカウトを受ける。
第十七極東帝都管理区では傭兵の両親の元アジア各国を渡り歩いていたが、17歳で自立。父親の元部下の縁故により「AUMAD」に入隊。しかし犯罪者に対する姿勢が問題視されたことと、端麗な容姿や類まれな能力を活かすという理由から治安部隊の威光を示すための広報組織「SPURC」に左遷されている。
打ち上げたグレネードランチャーの弾を垂直に落下させる機能を持つ。奇襲性が高く彼女の代名詞とも言えるが、味方への誤射の可能性も大きく注意が必要となる。プレイヤーの間ではシンボルチャットにて巻き込まれる可能性があることを予め伝えることもある。
羅漢堂 凛（らかんどう りん）
声 - 斎藤千和
Ver.1.10より追加。
徹たちの時代から更に20年後の未来からやってきた羅漢堂旭の娘。花魁道の継承者らしくわっち、ありんす と非常に古風なしゃべり方（廓詞）をする優しい花魁お姉さん。
20年後から過去へ送られた際、無理な時間跳躍から記憶の混乱を起こしており「父(旭)が母を殺した」と誤認している。(正確にはアノマリーの襲撃)旭本人には正体を知られないために遠い親戚を自称している。
キャラクタータイプはスナイプとサポート。父親を意識した装備が多く、父親と同じく繊細な立ち回りが要求される上級者向けキャラ。味方と同じ視界を持ち援護射撃を行う専用装備「パラサイトショット」は味方との連携が不可欠となる。
突然タイムリープしてきた事を怪しまれ尋問を受けていたところを、偶然飛び込んできたアーロンに助けられ一目惚れしている。
フロンティアSでは「大蛮道一家」一家元締めの娘であり花魁道の継承者。伝統や文化を大切にする優しい性格。突然タイムリープ装置から現れたところを怪しまれたが、片桐兄妹と出会い共闘する道を選ぶ。
第十七極東帝都管理区でも同じく「大蛮道一家」元締めの娘であり花魁道の継承者。母親から受けた花魁修行により、優しく細やかな気遣いの出来る性格だが、最も譲れない事を前にして大爆発するところは完全に父親譲り。こちらの彼女はフロンティアS以上に厳しい監視の目がつけられている。
現行生身の女性キャラクターで唯一鉄球ハンマーガンの装備があるキャラクターでもある(茉莉も装備に入っているがあちらはあくまでフレイヤの装備の一つとカウントされる)。
水影 虎之丞（みかげ とらのじょう）
声 - 藤原啓治
Ver.1.20より追加。
各陣営で出自の異なる数百年前の日本からやってきた侍。出身時代での役職はあくまで自称だが、どちらも厳しい師匠の下で修業を積んだ確かな腕を持つ。
アノマリーの無差別な侵攻の折存在自体が分裂、それぞれが各陣営にタイムリープした形になっている。
キャラクタータイプはパワー。刀を用いた格闘攻撃や、任意の地点に瞬間移動する専用装備ワープガンを用いた奇襲戦法と型にはまらない戦略が楽しめる。
双方で片桐兄妹に恩義を感じており、鏡磨を「坊っちゃん」、鏡華を「お嬢様」と呼んでいる。また名家の出身である咲良の事を「我が姫君」と呼んでおり固有セリフも存在する。(当の咲良も虎之丞の話を聞くのが好きらしく懐いている)
フロンティアSでは幕末の土佐藩の出身である維新志士を自称。片桐組の保護下にあるが、自活のため行きつけの赤提灯の裏でなんでも屋を営む。愛用の銃はリボルバー。
第十七極東帝都管理区では戦国時代末期の京都出身、将軍家に仕えた兵法指南を自称。時空嵐に巻き込まれたサンプルケースとしてメルキゼデクに保護されている。愛用の銃はライフル。
独特な兵装が多いが一味違った戦い方の出来るキャラクター。もちろん刀による近接攻撃も魅力的である。唯一火縄銃という古風な装備が存在する。
水潟 九美（みなかた くみ）
声 - 水樹奈々
稼働当初はオペレーターとしての登場だったが、アニメ版DVD/BDのVol.1の初回生産特典プロダクトコードにて先行追加。現在は全プレイヤーに開放されている。
第二時空越境作戦開始にあたり、現地でのオペレーターに採用された女性。研究者の中で唯一タイムリープ適性があったため、無理矢理抜擢されたのだが、本人は荒事が苦手なので大変困っている。小柄な身長から子どもに間違えられるコンプレックスを持っている。
キャラクタータイプはサポート。味方に向かって回復弾を発射する「ロックオン式回復兵器」や、ジャンプゲージを一定時間増加させる「ジャンプアシスト兵器」といった支援向けの専用装備を多く取り揃える。
彼女のみ味方にロックオンした状態で格闘攻撃を使用するとダンスを踊り、ロックオンされた味方の移動速度を一定時間上昇させることが出来る。
フロンティアSでは属していたコミュニティを山賊に襲われ、身を隠していたところをブライアン博士が発見。雑用係として研究所に転がり込む。後にタイムリープ適合者と発覚し現地オペレーターに抜擢される。サイズがやや大きい白衣を着ているためか子供と間違われるのがコンプレックス。
第十七極東帝都管理区ではアルクトゥルス学園の卒業生。理論物理学に置いて高い成績を修め未来を嘱望されていたエリート。時空越境作戦の重要性を鑑みブライアン博士の研究所に配属される。ダメ押しとしてタイムリープ適性を持っていたことで現地オペレーターに抜擢され、崩れた人生設計や世界の命運を背負う重圧に対し困惑している。
文字通り壁を張る専用装備、ウォールシールドの持ち主。一度設置するとどんなに攻撃を受けても時間経過でしか消失しないため、サポートがメインの彼女にとっては重要な生命線となる。
実験体07号
声 - 日高里菜
Ver.2.10より追加。
ブライアン博士の実験体にして7番目の失敗作。アノマリーに両親を殺され「アノマリーに勝つための研究に協力しないか」とブライアン博士に誘われこれを承諾。
実験自体は成功し、一定の戦闘能力こそ得たものの、精神が非常に不安定だったため失敗作扱いとなった。暴走し廃棄処分寸前のところを凛に救われ、彼女から「ナナちゃん」という愛称を付けてもらっている。
キャラクタータイプはサポート。誘導や範囲巻き込みを行う武装が多く、広範囲の空間を制圧し相手を追い詰める戦法が得意。独特な武器が多く、耐久値も低いため中遠距離からの援護射撃がメインとなる。
一定回数勝利で入手できる称号に「本名末梢済み」とあるように、彼女の本名は実験体となった際にあらゆるデータベースから抹消されているようである。
フロンティアSでは両親を失い餓死寸前のところをブライアン博士に拾われ改造手術を受ける。精神が安定せず、無差別殺戮を繰り返したため研究所に封印されることとなる。この封印処理が不十分だったことから研究所で暴走を起こし甚大な被害をもたらす。凛以外では暴走を止めることが出来ないためいつも凛と一緒に行動している。
第十七極東帝都管理区では両親を失い孤児院暮らし。ブライアン博士の実験を知り志願する。洗脳技術により一応は兵器運用が可能だったが感情が希薄で、命令のまま相手を殺す人形のような状態だった。アノマリーを見ると暴走状態になってしまう。
一部格闘技は演出時間が通常よりも大幅に長い代わりに成功すると対象の耐久値を１にする。エフェクトも大分目立つので味方が引っかかった場合はすぐに救出するのが無難。

### 3の追加キャラクター
アルゴー・オードナー
声 - 鈴木達央
海外留学から帰ってきたブライアン博士の実の息子。青年実業家にして冒険家の側面を持つ若き天才。自信過剰な言動が目立つが憎めないところも。鏡磨の事をライバル視している。
フロンティアS・第十七極東帝都管理区双方において組織を介しレミーの誘拐を指示した張本人であることが明らかになるが、その理由等は不明となっている。
キャラクタータイプはスピード。専用の移動手段「ホバーボード」を用いた一撃離脱や、遠方からの援護射撃による所謂０落ち運用(撃破されずにゲームを進め、その分のWPコストを味方で使用してもらう運用)も可能。
血の繋がらない兄妹であるキャシー、レミー、バンの事は可愛がっているようでマッチング中に見られるTipsでは現在の悩み事として「レミーが懐いてくれない」としている。
フロンティアSでは特許運用による億万長者だが、その身一つで各地の秘境を巡る冒険家として名前を知られている。中東にて遺跡調査をしていたところ成り行きで国一つを救ったため名誉王族の肩書を持つ。その国のスパイ組織を介して、オルガを雇いレミーの誘拐を指示している。
第十七極東帝都管理区では冒険家だが、複数企業を束ねる青年実業家として名前を知られている。メルキゼデクのライバル企業ニムロッドの中心部に深く食い込んでおり、そこからオルガを雇いレミーの誘拐を指示している。
独自の移動手段である「ホバーボード」を使用した長時間のダッシュが可能。フィールドの隅々まで移動できるので型にはまらない柔軟な戦法を取ることが出来る。
キャシー・オードナー
声 - 日岡なつみ
ブライアン博士からスカウトされた孤児院育ちの少女。自身の超能力を「魔法の力」と呼んでいる。将来は自分の絵で世界を平和にするのが夢。
背中に絵筆のようなアイテム「サンドリヨン」を背負っている。これで描かれたものは実体化するようで、過去に料理の絵を描いたところ得体の知れないモンスターが飛び出したらしい。
キャラクタータイプはサポート。専用装備「ペイントガン」により、画面にガンコントローラーで描いた図形に合わせて攻撃が発射される。また、レミー同様ダッシュやジャンプを行った後地上に落ちる速度が遅く設定されている。
ブライアン博士に引き取られた時期こそ後だが、年齢的にはレミーの姉に当たる。アルゴーの事はお兄ちゃんと呼んでおり、バン共々血縁こそ無いものの良好な兄妹関係を築いている。
フロンティアSではブライアン博士の養子になった後、レミーについていく形でバスティアンに顔を出している。孤児の世話も手伝っており、徹からバスティアンに所属してくれないかと思われている。
第十七極東帝都管理区ではブライアン博士の養子になった後、アルクトゥルス学園に転入。授業では肩身の狭い思いをしているが、放課後の美術部の活動を楽しみにしている。
ペイントガンはかなりの癖があり、描いてから発射されるまでの時間をしっかり把握しないと無駄打ちになる場合も多い。敵を追尾するわけではないので味方の巻き込みにも注意が必要となる。
バン・オードナー&シャンドラ
声 - 小林ゆう
崩壊した日本のジャングルで生活していた野生児。動物と心を通わせる同調能力を持つ。狼をベースに変移した戦闘獣・シャンドラは母親代わりでもある。
シャンドラ自体にもタイムリープ適性があり、戦闘時は一緒に出撃する。飛行動作ができず空中ダッシュも僅かしか使用できないが、その代わりに建造物の壁を登ることが可能となっている。
キャラクタータイプはスピード。シャンドラに乗っている都合上当たり判定が大きいが、相応に耐久値も高めに設定されている。だが無理に突っ込むとその大きさゆえに押し込まれてしまう場合もある。
レミーの事を兄貴と呼んでいるためオードナー家の中では末っ子となる。なおアルゴーの事はアル兄と呼んでおり、良好な兄弟関係と受け取れる専用台詞が多数確認されている。
フロンティアSでは攻撃的な生態系を形成した旧近畿地方の出身。調査にやってきた探検隊が発見しコンタクトをとる。キャシー同様レミーと共にバスティアンに出入りしている。シャンドラと一緒に野山を走り回って遊んでいることも。
第十七極東帝都管理区では旧近畿地方の第二十一極東進化実験区の出身。社会性を身につけるためにアルクトゥルス学園初等部に入学。慣れない環境に疲れを感じており、ストレス解消のため夜中にシャンドラと無人区域をうろついており、管理区内では密かに都市伝説と化している。
ダブルスタイルの左手武器はシャンドラの口から発射されるようになっており、本来ならサイドスタイル・タンデムスタイルに装備されるような両手持ちの武器が設定されている。
クロエ・アカネ
声 - 佐倉綾音
Ver.1.10より追加。PC版「ガンスリンガー ストラトス リローデッド」からのキャラクター。
派手好きで常に堂々としている生来の王者。幼い頃に両親を亡くしており、妹のアスマに「自分たちは本当は王女である」と嘘の話をして寂しさを耐え忍んできた過去を持つ。
キャラクタータイプはスナイプとパワー。一部格闘技で上空に高く飛び上がる事が可能。高所から畳み掛ける武装が多いため位置取りとしては優秀だが遠距離武器・範囲攻撃に弱いため無駄打ちは危険。
台詞からは高飛車で攻撃的な性格が目立つが、妹のアスマには姉としての優しさが垣間見える。
フロンティアSでは戦災孤児・少年兵のリハビリを行う更生施設「スピカの里」の所属。検査によりタイムリープ適格者であることが分かり時空越境作戦に参加。里では男女ともに人気があり慕われている。時空越境作戦への参加後は片桐組に厄介になっている。
第十七極東帝都管理区では戦闘能力に優れた人物を集める養成施設「スピカ学園」の所属。時空越境作戦への参加後はアルクトゥルス学園へ編入している。
シュリニヴァーサ同様、WPで立ち位置が大きく変わるキャラクター。強力な武装が多いがそれに頼り切っているとあっという間に対策される危険もあるため、様々な武装によるアプローチが重要。
クロエ・アスマ
声 - 内田真礼
Ver.1.2より追加。アカネと同じくPC版「ガンスリンガー ストラトス リローデッド」からのキャラクター。
アカネの双子の妹(ただし誕生日は1日違い)。凛々しくストイックでいる騎士のような女性。幼少の頃はいじめを受けており泣き虫だったが、アカネに何度も勇気づけられ姉への思慕が芽生える。
善人すぎる部分を持ったアカネを守るため自分を律し、鍛えている。命をかけてアカネに仕える騎士道を重んじる一面も。
キャラクタータイプはサポート。アカネ同様独特な専用装備が多いが、ある程度のサポートも可能。近距離から遠距離まで、武器構成に応じて戦闘距離は大きく変動する。
一人称が僕だがアカネの妹とあるようにれっきとした女性。ボーイッシュな服装をしてはいるものの、アカネ以上に露出の目立つ衣装デザインとなっている。
アカネに仕えている設定からフロンティアS・第十七極東帝都管理区共にアカネと境遇は同じ。
凛々しさから多くの女性に慕われているが、彼女の剣はアカネにのみ捧げられているようである。
アレックス・サンダーボルト
声 - 若本規夫
Ver.2.20より追加。ホラ話と酒と女をこよなく愛する、大胆不敵かつ豪快な男性。
冒険心に素直で自由を追い求める性分で、理論より感情を優先する熱血漢。無類の日本文化好きで稜をニンジャー、凛をゲイシャー、虎之丞をサムラーイと呼んでいる。
キャラクタータイプはパワー。対象を牽引する専用装備ワイヤーフックガンや、高火力を叩き出すチャージドリルガンと設定通りの豪快なパワープレイが可能。
フロンティアSでは正義の空賊集団「迅雷団」の頭領。国連軍施設への物資強奪の際タイムリープの存在を知り、ブライアン博士の元へ突撃。タイムリープ適正があったため時空越境作戦へと合流。
第十七極東帝都管理区ではメルキゼデク私設空軍少佐。遊撃部隊の隊長を務めている。とあるきっかけから時空越境作戦の存在を知り、無理やり作戦に参加している。
一撃のダメージが大きい完全なパワータイプだが、大きい当たり判定と機動力のなさが弱点ともいえる。総じて中～上級者向けキャラクター。

### その他
ナレーション
声 - 水樹奈々
ゲーム中のシステムメッセージやナレーションを担当。

## ステージ
全国対戦モード及び店舗チームVS全国対戦モードでは対戦したいステージを選択することができる。マッチングされたメンバー全員が選択した中から、抽選によってステージは決まる。一部施設や看板は実名で登場する。すべてのステージにおいて、フィールド上にある建物等を攻撃をすると破壊することができる。これによって地形が変化し、戦術も変化する。ゲームのバージョンアップによりステージも追加される。
ステージについてはゲームセンターの多い地域を中心に選択し、対象となるビルの権利者に一軒一軒問い合わせ、破壊演出の承諾をしてから作成している。
なお、Ver1.21以前はマッチングメンバーの多数決によってステージを選択していたが、特定のステージに偏るという問題があったため、Ver1.30より現行の方式に変更された。

### 「1」からのステージ
東京／渋谷：渋谷駅ハチ公口 - SHIBUYA109（ゲーム上では709）周辺
広場とビル群が半々の、比較的戦いやすいステージ。
大阪／難波：道頓堀周辺
道頓堀から対岸に攻め歩く形でスタートする。道頓堀を中心軸にビルがブロック単位で密集し、格子状の狭い路地を形成している。屋上か地上かによってキャラクターの有利不利が出やすい。
東京／池袋：サンシャイン60通り（東口五差路から都道435号（首都高速5号池袋線が並走）に至る道）周辺
回廊状の道に囲まれた遮蔽物が少ないステージ。屋上区画がかなり広く道幅も広いため、キャラクターの有利不利の反映が少なく戦いやすい。
愛知／名古屋：名古屋城周辺
比較的広いステージであり、地上では樹木が生い茂げり、屋上区画は少ない上に凹凸や遮蔽物が多く、水堀の中も戦場になるためアップダウンが激しい地形。屋上区画である城は燃えやすい。中距離戦を得意とするキャラクターに有利。
神奈川／横浜：みなとみらい地区クイーンズスクエア横浜周辺
中央のビルを障害物とするロの字型のマップ。屋上区画は高低差が激しく入り組んでおり、地上区画は道幅が広くて遮蔽物が少ない。味方と逸れ易く、復活後に合流し辛い。
埼玉／さいたま：さいたまスーパーアリーナ周辺
北のスーパーアリーナと南のけやき広場に分断されたステージ。南北それぞれに布陣する初期配置で、広場側の遮蔽物が低い建造物（森のパビリオン）一つしかないためアリーナ側を陣取った方が非常に有利な、遠距離戦が得意なキャラクターが有利なステージ。
大阪／梅田：阪急梅田駅・阪神前交差点付近
現時点でマップ幅が最長のステージ。ビルが周囲に配置された大きな交差点。起伏は少ないがバスなどの自動車が点在している上に交差点があるため、どのキャラクターも比較的安定して戦える。
広島／新天地：広島パルコ周辺
ランドマークであるパルコの周囲を低い建物が取り囲むマップ。アーケードの屋根などの遮蔽物が多く、なおかつ地形や建物が入り組んでいる上にステージ面積自体が狭い為、遠距離戦がし辛い。BGMは現時点で唯一のバラード調で初音ミクが歌っている。
福岡／天神：天神・渡辺通り4丁目交差点周辺
高いビルで構成された十字路が舞台。道幅が広い上にマップ全域自体も広いマップ。交差点の横断歩道をふさぐ形でバスが配置されている。高低差は比較的少なく建物の配置も入り組んでいないが、出入り口が一箇所しかないアーケードが存在する。地上を取るか屋上を取るかでプレイヤーを悩ませるマップ。
当初は「博多・天神」という名称だったが、渡辺通りしか入っていないという地元プレイヤーからの指摘で現在の名称になった。
千葉／千葉：千葉駅北側周辺（船橋市非公認キャラクターであるゆるキャラ「ふなっしー」もステージ上に居る）
比較的低い建物で構成された、マップの殆どが屋上区画で占められたステージ。地上は非常に入り組んでいるが、屋上区画は比較的ひらけている。屋上区画を建物同士を繋ぐ空中の連絡通路を使って移動できる。破壊不可能な遮蔽物が多く存在する。
北海道／札幌・すすきの：すすきの駅周辺
ステージ構成は天神に似ているが、高低差が少なく、屋上が入り組んでおり遮蔽物が多いのが特徴。看板は非常に壊れやすい。
宮城／仙台：仙台駅西口（仙台ロフト）周辺
格子状に配置された、非常に壊れやすい歩道橋で構成されたステージ。それ故、開始直後は入り組んでいるが戦闘終了間際には更地に近くなる。歩道橋の下が死角になりやすい。前衛キャラクターには非常に辛い構成。

### 「2」からのステージ
今作では「アノマリーからの逆侵攻」というストーリーを反映して、各勢力（2115年の未来）もステージに含まれている。また、Ver1.05からはランダムセレクト機能も実装された。
東京／秋葉原：秋葉原駅電気街口から万世橋交差点周辺
高いビルが三方と中央部に位置するステージ。ビルの谷間は破壊可能な屋根があるため、破壊されるまでは屋根を盾に逃げることができる。
大阪／日本橋
低いビルを中心に構成された、横幅が狭めのステージ。ロケテストでは「大阪／でんでんタウン」という名称だった。なお、読み方は「にっぽんばし」であるが、なぜか公式サイトのステージ紹介URLは「nihonbashi」となっている。
京都／鴨川
シリーズ初となる夜のステージ。低い建物で入り組んだ中央部と両脇の川で構成されている。
フロンティアS／旧渋谷荒廃地区
フロンティアS側の渋谷。殆ど遮蔽物のない開けたステージ。中央部で乱戦となりやすいが、高さのある外周部から長距離武器での撃ち合いにもなりやすい。
第十七極東帝都管理区／NEO SHIBUYA
第十七極東帝都管理区側の渋谷。広さは旧渋谷と変わらないが、床を破壊できない二層構造となっており、射線が通りにくい。ミニマップだけでは上下のどちらにいるかわからないため、連携が非常に難しい。
兵庫／三宮：三宮駅周辺
大きなビル２つと周囲の大通りで構成されたステージ。大きなビルは前作池袋と同様に高さがあり、高所を制圧できるかがポイントとなる。
東京／表参道
中央の交差点と四隅の建物が特徴的なステージ。四隅の建物からは交差点が一望できるため、長距離武器持ちにとって有利であるが、周囲は袋小路もあるのでキャラクターの相性差が左右する。
東京／渋谷
前作と同様のステージ。その特徴も前作のものとほとんど変わらず１の頃からのプレイヤーにとっては馴染み深いものになっている。
京都／東映太秦映画村
低い建物と路地で構成されたステージ。一見やや狭くなった鴨川のように見えるが、ほとんどの建物が破壊可能である。建物が破壊されると射線が切りづらく、広さもさほど無いため中後衛が狙われる恐れが極めて高い。
千葉／千葉：千葉駅北側周辺
前作と同様のステージ構成だが、戦闘範囲が1のステージと比べるとわずかに異なる。線路上には降り立つ事が出来ない代わりに、大通り側に戦闘範囲が広がっている。Version.1.212にて実装。
東京／池袋
前作で圧倒的な選択率を誇った池袋が再登場。前作当時の池袋を再現したものとなっており、１からのプレイヤーには非常に馴染みのあるステージ。
現在のところ1のステージは上記以外は実装されていないが、稼動初期時「ランダムセレクトで1のステージが選択肢に含まれる」というバグが確認されていた。

## テーマソング
歌手は共にフライングドッグ所属。
1. 「Transfer」livetune adding 中島愛（TOY'S FACTORY[9]）
2. 「Happy Ending Simulator」nano（flying DOG）

## WEBラジオ

### 阿部敦・植田佳奈のガンストうぇ～ぶ!!
2012年10月7日から2018年9月30日まで超!A&G+で配信されたラジオ番組。毎週日曜日配信。2013年4月21日には番組初の公開生放送と公開録音の2部構成イベントが開催された。
番組中には、4週（日曜が5回ある場合は5週）合わせるとゲーム上での特典を受けられるキーワードの発表も行われた。
パーソナリティ
- 阿部敦（風澄徹 役）、植田佳奈（竜胆しづね 役）

ゲスト
- 西田雅一（片桐鏡磨 役）-月に一度の出演で、自身のコーナーも用意されていた。
- #7（2012年11月18日） - kz（livetune）、ゆよゆっぺ[12]
- #8（2012年11月25日） - 藤田咲[13]

配信時間
- 超!A&G+
  - 2012年10月7日 - 2013年3月31日

毎週日曜日21時 - 21時30分
  - 2013年4月7日 - 2014年3月

毎週日曜日23時 - 23時30分
  - 2014年4月 - 2018年9月

毎週日曜日22時 - 22時30分
- AG-ON
  - 2012年10月8日 - 2017年5月28日 毎週日曜日更新（更新内容は前週のものとなる）
- AG-ON Premium
  - 2017年6月4日 - 2018年10月7日 毎週日曜日更新（更新内容は前週のものとなる）

### 諏訪部順一・西田雅一の覚醒チューン!
2014年4月から2018年9月30日まで超!A&G+で配信されたラジオ番組。
配信時間
- 超!A&G+
  - 2014年4月13日 - 2018年9月30日

毎週日曜日22時30分 - 23時

- AG-ON
  - 2014年4月20日 - 2017年5月28日 毎週日曜日更新（更新内容は前週のものとなる）
- AG-ON Premium
  - 2017年6月4日 - 2018年10月7日 毎週日曜日更新（更新内容は前週のものとなる）

テーマソング
- ガンスリンガーストラトス 2 東京「秋葉原」ステージ曲 　滝口成美「Inferiority Complex」

## テレビアニメ
2015年4月より6月までTOKYO MX、BS11、とちぎテレビ、群馬テレビ、niconico、AT-Xにて放送された。一度PV用にセルルックのショートアニメ（制作：project No.9）が造られたこともあり、セルルックのアニメとしてはこれで二度目となる。
ゲーム本編でスタッフとして携わったニトロプラスのメンバーが、本作でも製作スタッフとして参加する。ストーリー基盤は管理区視点で物語が進み、大筋はゲーム原作に沿うものであるが、テレビアニメオリジナルの要素を盛りこむオリジナルストーリー。
エンディングアニメーションの絵コンテ・演出は梅津泰臣が担当する。
web配信版とテレビ放送版は第一話から部分的に異なる展開があり、最終話（第12話）はテレビ放送版とweb配信版で後半のストーリーが全く違ったものになっている。最終話の翌週には特別編（第12.5話）を放送し、その差異を一部明かされている。

### スタッフ
- 原作 - スクウェア・エニックス
- 原案 - 虚淵玄
- 監督 - 江崎慎平
- 助監督 - 富田浩章
- 脚本プロデュース - ニトロプラス
- シリーズ構成 - 海法紀光
- キャラクターデザイン・総作画監督 - 横田晋一
- サブキャラクターデザイン・総作画監督 - 清水裕輔
- 銃器設定・総作画監督 - 渡辺浩二
- コンセプトデザイン - 竹内志保、渡辺浩二
- アクションアニメーター - 徳野悠我、板井寛樹
- 美術設定 - 池田繁美、大久保修一、友野加世子
- 美術監督 - 池田繁美、丸山由紀子
- 色彩設計 - 土居真紀子
- 撮影監督 - 荻原健
- CGディレクター - 門間和弥
- 編集 - 後藤正浩
- 音響監督 - 三間雅文
- 音楽 - 小林哲也
- 音楽制作 - アニプレックス
- プロデューサー - 足立和紀、小林秀一、瀧田真弓、北澤晋一郎、大和田智之、江口聡
- アニメーションプロデューサー - 外崎真
- 制作 - A-1 Pictures
- 製作 - アニプレックス、スクウェア・エニックス、TOKYO MX、日本BS放送、KADOKAWA アスキー・メディアワークス

### 主題歌
オープニングテーマ「vanilla sky」
作詞 - meg rock /  作曲 - 溝口雅大 / 編曲 - toku / 歌 - 綾野ましろ
エンディングテーマ「MIRAI」
作詞 - メイリア /  作曲 - toku / 編曲・歌 - GARNiDELiA
挿入歌「pledge」（第6話、TV第12話）
作詞 - メイリア、toku /  作曲 - toku / 編曲・歌 - GARNiDELiA

### 各話リスト
| 話数                  | サブタイトル        | 脚本       | 絵コンテ          | 演出                      | 作画監督                                                                                    |
| --------------------- | ------------------- | ---------- | ----------------- | ------------------------- | ------------------------------------------------------------------------------------------- |
| Operation 01          | 戦端 もう一人の僕   | 海法紀光   | 江崎慎平          | 江崎慎平 林直孝           | 横田晋一、渡辺浩二、清水裕輔                                                                |
| Operation 02          | 覚悟 終わる世界     | 森瀬繚     | 富田浩章          | 富田浩章                  | 三浦龍、若山政志                                                                            |
| Operation 03          | 出撃 凛として儚く   | 森瀬繚     | 大畑晃一          | 工藤利春                  | 児玉亮二、酒井智史、藤原宏樹 中島裕里、久原陽子 園瀬基、野々下いおり                        |
| Operation 04          | 対決 時を守る者     | 小太刀右京 | 奥野浩行          | 奥野浩行                  | 小澤円、松原栄介 萩原正人、B.FRAME                                                          |
| Operation 05          | 啓示 二つの歴史     | 三輪清宗   | 尾崎隆晴          | 尾崎隆晴                  | 宇佐美皓一、栗原優                                                                          |
| Operation 06          | 漂流 もう一つの世界 | 森瀬繚     | 後藤圭二          | 山田弘和                  | 荒木裕、藤田正幸、容洪 臼田美夫、堀内博之                                                   |
| Operation 07          | 再会 苦い夢         | 海法紀光   | 林直孝            | 林直孝                    | 野々下いおり、三浦龍、B.FRAME                                                               |
| Operation 08          | 戦場 流血の代償     | 小太刀右京 | 下司泰弘          | 下司泰弘                  | 酒井智史、小澤円 宇佐美皓一、児玉亮                                                         |
| Operation 09          | 急転 傲慢の報い     | 三輪清宗   | 内田信吾          | ヤマトナオミチ 今井友紀子 | 北島勇樹、高崎美里、園瀬基 栗原優、久原陽子 中島裕里、KIM HYUNOK                            |
| Operation 10          | 反撃 気持ちの行方   | 森瀬繚     | 室井ふみえ        | 安藤健                    | HWANG SEONG-WON                                                                             |
| Operation 11          | 決戦 時の終りにて   | 小太刀右京 | 尾崎隆晴          | 尾崎隆晴                  | 宇佐美皓一、栗原優、山本祐希江 長尾祐希子、小澤円                                           |
| Operation 12 （TV）   | 邂逅 僕らの未来     | 海法紀光   | 鹿間貴裕 江崎慎平 | 奥野浩行 江崎慎平         | 児玉亮、三浦龍、酒井智史 徳野悠我、藤原宏樹、小澤円 関みなみ、中島裕里、園瀬基              |
| Operation 12 （配信） | 帰還 風の行方       | 海法紀光   | 鹿間貴裕 富田浩章 | 奥野浩行 富田浩章         | 児玉亮、三浦龍、酒井智史 徳野悠我、藤原宏樹、小澤円 関みなみ、中島裕里 園瀬基、野々下いおり |

### 放送局
| 放送期間               | 放送時間               | 放送局       | 対象地域 | 備考                         |
| ---------------------- | ---------------------- | ------------ | -------- | ---------------------------- |
| 2015年4月4日 - 6月20日 | 土曜 23:30 - 日曜 0:00 | TOKYO MX     | 東京都   | 製作局                       |
|                        |                        | BS11         | 日本全域 | BS放送 製作局 / 『ANIME+』枠 |
|                        |                        | とちぎテレビ | 栃木県   |                              |
|                        |                        | 群馬テレビ   | 群馬県   |                              |
| 2015年4月9日 -         | 木曜 23:00 - 23:30     | AT-X         | 日本全域 | CS放送 / リピート放送あり    |

| 配信期間               | 配信時間                        | 配信サイト         | 備考 |
| ---------------------- | ------------------------------- | ------------------ | --- |
| 2015年4月4日 - 6月20日 | 土曜 23:30 - 日曜 0:00          | ニコニコ生放送     | 6月27日に第12.5話を配信。 TV放送と同時配信。 TVでCM放送中は独自のミニ番組『謎の少女役 藤田茜の部屋』を配信して時間調整。 （第12.5話を除く） |
| 2015年4月5日 - 6月21日 | 日曜 0:00（土曜深夜） 更新      | ニコニコチャンネル | 6月28日から第12.5話を配信。 第1話無料、第2話以降1週間無料。                                                                                 |
|                        | 日曜 12:00 更新                 | バンダイチャンネル | 第1話無料、第2話以降1週間無料。 |
| 2015年4月5日 - 6月23日 | 日曜 12:00 更新 火曜 12:00 更新 | dアニメストア      | 途中から更新日が変更。 |

### BD / DVD
| 巻 | 発売日         | 収録話          | 規格品番      | 規格品番      |
| 巻 | 発売日         | 収録話          | BD限定版      | DVD限定版     |
| -- | -------------- | --------------- | ------------- | ------------- |
| 1  | 2015年5月27日  | 第1話           | ANZX-11261/62 | ANZB-11261/62 |
| 2  | 2015年6月24日  | 第2話 - 第3話   | ANZX-11263/64 | ANZB-11263/64 |
| 3  | 2015年7月22日  | 第4話 - 第5話   | ANZX-11265/66 | ANZB-11265/66 |
| 4  | 2015年8月26日  | 第6話 - 第7話   | ANZX-11267/68 | ANZB-11267/68 |
| 5  | 2015年9月30日  | 第8話 - 第9話   | ANZX-11269/70 | ANZB-11269/70 |
| 6  | 2015年10月28日 | 第10話 - 第11話 | ANZX-11271/72 | ANZB-11271/72 |
| 7  | 2015年11月25日 | 第12話（2本）   | ANZX-11273/74 | ANZB-11273/74 |

第12話放送・配信後の2015年6月21日に、第12話2本を収録した第7巻が発売されると発表があった。これに伴い第6巻には第12話を収録しないことになった。
| TOKYO MX / BS11 ANIME+ 土曜 23:30枠 | TOKYO MX / BS11 ANIME+ 土曜 23:30枠 | TOKYO MX / BS11 ANIME+ 土曜 23:30枠 |
| 前番組                              | 番組名                              | 次番組                              |
| ----------------------------------- | ----------------------------------- | ----------------------------------- |
| デュラララ!!×2 承 （MBS製作）       | ガンスリンガー ストラトス           | デュラララ!!×2 転 （MBS製作）       |

## 漫画
『ガンスリンガー ストラトス：ギガントマキア』のタイトルで『電撃マオウ』2015年4月号から2016年3月号まで連載。作画は彼岸ロージ、原作は森瀬繚、協力は海法紀光・SQUARE ENIX/GUNS PROJECT。ゲームやアニメ版と共通の世界観を基にしているが、フロンティアSでも第十七極東帝都管理区でもない世界が舞台で、ジョナサン・サイズモアとその相棒のマックスを主人公としたオリジナルストーリー。全2巻。
1. 2015年7月27日発売[19]、ISBN 978-4-04-865164-6
2. 2016年2月27日発売[20]、ISBN 978-4-04-865637-5

## PC版
「ガンスリンガー ストラトス リローデッド」と題してPC版サービスを2015年8月より稼働させた。アーケード版をそのまま移植させたものではなく、各陣営に「コア」と呼ばれる拠点のようなものが存在し、敵軍のそれを破壊することが目的。登場キャラクター、バトルステージ（一部のみ）、所属クラスによるマッチング、ウェポンパックなどはアーケード版と同様。サービスインよりわずか半年ほどの2016年3月をもってサービス終了する。